# ريسا واتانابي
ريسا واتانابي (باليابانية: 渡邉理佐؛ بالكانا: わたなべ りさ) هي عارضة أزياء يابانية، ولدت في 27 يوليو 1998 في إيباراكي في اليابان.